# Ініціатива вимірювання прав людини
Ініціатива вимірювання прав людини (Human Rights Measurement Initiative — HRMI) — неприбуткова організація, яка переважно розташована у Веллінгтоні, Нова Зеландія. Вона була заснована у 2016 році Енн-Марі Брук, К. Чадом Клеєм і Сьюзен Рендольф: експертами з прав людини та економіки. Ці засновники помітили прогалину в легкодоступних і зрозумілих даних про права людини, і HRMI працює, щоб заповнити цю прогалину. Вони створюють безкоштовну, легкодоступну базу даних показників, узагальнюючи ефективність прав людини в країнах по всьому світу. Вони вірять, що за допомогою хорошого набору заходів буде легше покращити права людини в усьому світі.

## Методологія
Зараз HRMI вимірює загалом 13 прав людини, включаючи права на якість життя, права на безпеку від держави та права на розширення прав і можливостей. Вони прагнуть постійно розширювати свої вимірювання, створюючи показники, які охоплюють повний спектр прав, закріплених у міжнародному праві, зокрема збірку міжнародних договорів, відомих як Міжнародний білль про права людини.
Підхід Ініціативи вимірювання прав людини до вимірювання громадянських і політичних прав є унікальним для галузі прав людини. Вони спираються на рецензовану методологію, засновану на багатомовному опитуванні експертів з прав людини з усього світу. Цей підхід працює для вирішення труднощів вимірювання громадянських і політичних прав шляхом отримання інформації безпосередньо від дослідників і практиків з прав людини, які спостерігають за подіями в кожній країні. Дані про їхні економічні та соціальні права взяті з Індексу реалізації соціальних та економічних прав (SERF), розробленого Сакіко Фукуда-Парр, Терра Лоусон-Ремер і Сьюзан Рендольф. У 2019 році їхня методологія була нагороджена премією Grawemeyer за ідеї покращення світового порядку. Ці дані побудовані на основі загальнодоступних об'єктивних даних, які можна порівняти на міжнародному рівні, наприклад, статистичних даних про дитячу смертність і охоплення школою.
Базу даних метрик HRMI можна знайти та досліджувати за допомогою відстеження прав. Цей інструмент є простим і зрозумілим способом спостереження за їхніми даними. Використовуючи інструмент відстеження прав, можна досліджувати ефективність окремих країн, прав або певних груп людей, яким загрожує порушення прав.

## Вплив
Дані HRMI цитувалися в ЗМІ виданнями, зокрема The Guardian і Al Jazeera. Крім того, дані HRMI використовувалися різними академічними виданнями, звітами про захист прав людини та урядовими звітами, правозахисними інститутами тощо.